# Khvisxanka
Khvisxanka (en rus: Хвищанка) és un poble del krai de Primórie, a l'Extrem Orient de Rússia, que el 2018 tenia 158 habitants.